# نیک مانینگ
نیک مانینگ (انگلیسی: Nick Manning؛ زاده ۲۸ مهٔ ۱۹۶۷) یک بازیگر و کارگردان پورنوگرافی است.
در سال ۲۰۱۴، او به سالن مشاهیر AVN افزوده شد.